# Ахмед Адлі
Ахмед Адлі (араб. أحمد عدلي; 19 лютого 1987, Каїр) – Єгипетський шахіст, гросмейстер від 2005 року.

## Шахова кар'єра
Від року 1997 представляв свою країну на чемпіонаті світу серед юнаків у різних вікових категоріях. Дворазовий медаліст тих розіграшів: золотий (2007, Єреван, до 20-ти років), а також бронзовий (2004, Іракліон, до 18 років). 2005 року став першим в історії єгипетським шахістом, який здобув звання гросмейстера.
2002 року поділив II місце на чемпіонаті Єгипту. 2003 року святкував перемогу на турнірі за круговою системою в Каїрі, а також здобув звання віце-чемпіона Африки. У 2004 році взяв участь у чемпіонату світу ФІДЕ, який походив за кубковою системою в Триполі (у 1-му раунді програв на дограванні Сергієві Рублевському). На кубку світу 2005 у Ханти-Мансійську також вибув у 1-му колі, поступившись Русланові Пономарьову). Того самого року здобув у Лусаці звання чемпіона Африки. 2006 року поділив 1-ше місце на сильному турнірі за швейцарською системою в Рейк'явіку (разом з Шахріяром Мамедьяровим, Ігорем-Олександром Натафом, Пенталою Харікрішною i Габріелем Саркісяном, перед, зокрема, Магнусом Карлсеном i Іваном Соколовим). 2007 року переміг (випередивши Арно Ошара) в Бахрейні, а також поділив 2-ге місце в Нью-Делі (позаду Олексія Дрєєва, разом із, зокрема, Енамулом Хоссайном, Зіауром Рахманом, Абдуллою Аль-Ракібом i Сур'єю Гангулі). 2008 року поділив 1-ше місце (разом з Доріаном Рогозенком i Зігурдсом Ланкою) на чемпіонаті Гамбурга. У 2009 році переміг на чемпіонаті середземноморських країн, який відбувся в Рієці. 2011 року здобув у Мапуту другу в кар'єрі золоту медаль чемпіонату Африкі. У 2014 році здобув у Ханьї бронзову медаль чемпіонату середземноморських країн.
Неодноразово представляв Єгипет на командних змаганнях, зокрема,:
- п'ять разів на шахових олімпіадах (2006, 2008, 2010, 2012, 2014)[9],
- двічі на командних чемпіонатах світу (2010, 2011)[10],
- тричі на всеафриканських іграх (2003, 2007, 2011); триразовий медаліст: разом з командою — тричі золотий (2003, 2007, 2011)[11],
- двічі на командних панарабських чемпіонатах (2007, 2011); дворазовий медаліст: разом з командою — двічі золотий (2007, 2011)[12].

Найвищий рейтинг Ело дотепер мав станом на 1 січня 2011 року, досягнувши 2640 пунктів, посідав тоді 1-ше місце серед єгипетських шахістів.

## примітки
1. ↑  World Juniors and Girls Chess Championships 2007. Архів оригіналу за 22 липня 2012. Процитовано 1 жовтня 2017.
2. ↑  World Youth Chess Championships 2004. Архів оригіналу за 28 грудня 2007. Процитовано 1 жовтня 2017.
3. ↑  2004 ФІДЕ Knockout Matches. Архів оригіналу за 6 липня 2016. Процитовано 1 жовтня 2017.
4. ↑  2005 World Cup. Архів оригіналу за 28 січня 2018. Процитовано 1 жовтня 2017.
5. ↑  BCC International Chess Open 2007. Архів оригіналу за 2 жовтня 2017. Процитовано 1 жовтня 2017.
6. ↑  Parsvnath International Open 2007. Архів оригіналу за 9 листопада 2012. Процитовано 1 жовтня 2017.
7. ↑  7th Mediterranean Men and Women Chess Championships Rijeka (CRO) 2009. Архів оригіналу за 1 жовтня 2017. Процитовано 1 жовтня 2017.
8. ↑  9th Mediterranean individual Men & Women's Chess Championships 2014. Архів оригіналу за 1 жовтня 2017. Процитовано 1 жовтня 2017.
9. ↑  OlimpBase. Архів оригіналу за 5 жовтня 2018. Процитовано 1 жовтня 2017.
10. ↑  OlimpBase. Архів оригіналу за 5 березня 2016. Процитовано 1 жовтня 2017.
11. ↑  OlimpBase. Архів оригіналу за 5 березня 2016. Процитовано 1 жовтня 2017.
12. ↑  OlimpBase. Архів оригіналу за 24 вересня 2015. Процитовано 1 жовтня 2017.
13. ↑  Rating Progress Chart: Adly, Ahmed. Процитовано 11 травня 2009.

## Зміни рейтингу
| На цьому місці має відображатися графік чи діаграма, однак з технічних причин його відображення наразі вимкнено. Будь ласка, не видаляйте код, який викликає це повідомлення. Розробники вже працюють для того, щоби відновити штатне функціонування цього графіка або діаграми. | |
| | На цьому місці має відображатися графік чи діаграма, однак з технічних причин його відображення наразі вимкнено. Будь ласка, не видаляйте код, який викликає це повідомлення. Розробники вже працюють для того, щоби відновити штатне функціонування цього графіка або діаграми. |